# Młyn w Kołacinie

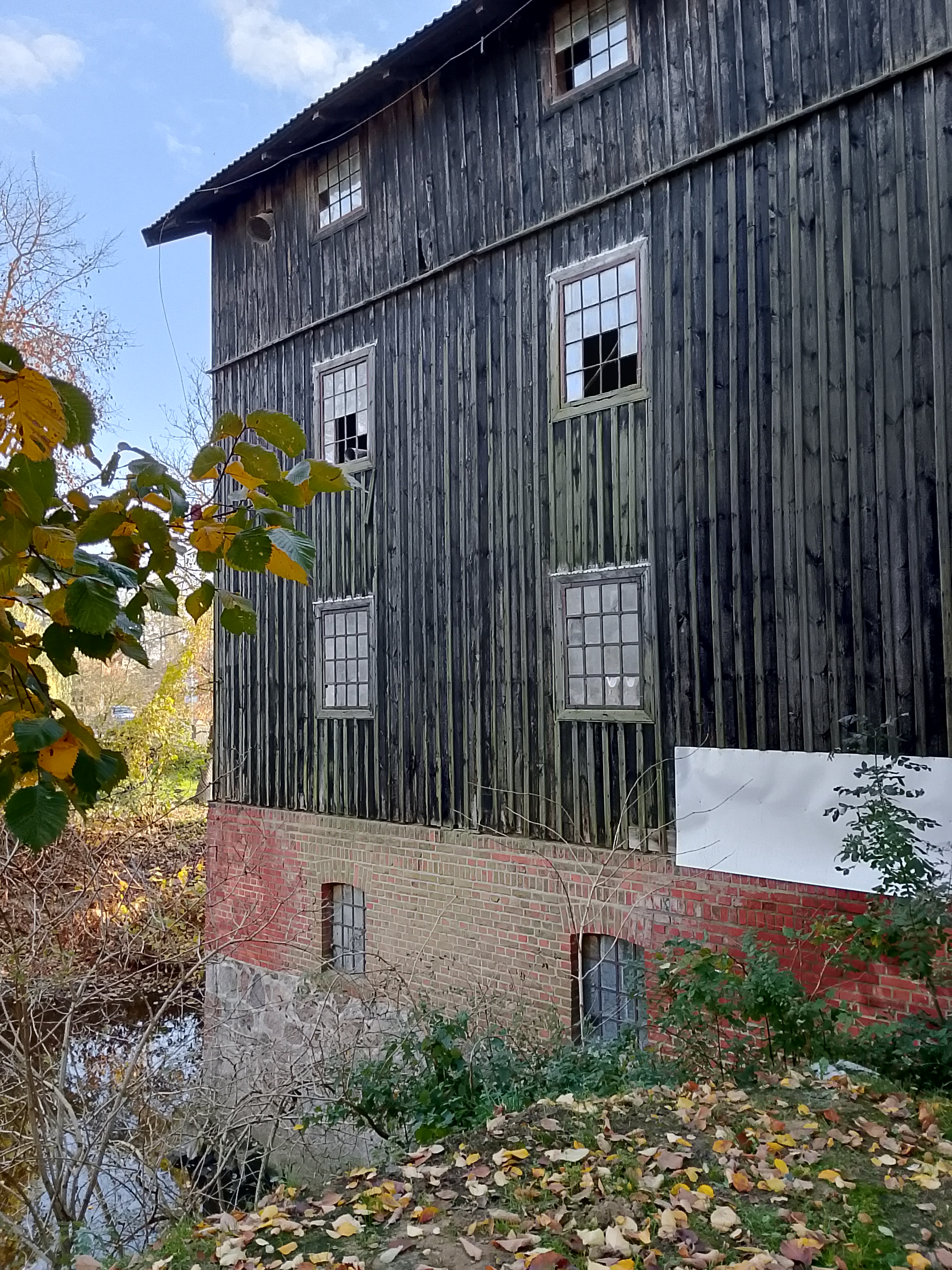
Młyn w Kołacinie w 2024 r.

Młyn w Kołacinie – drewniany młyn wodno-elektryczny nad Mrogą wybudowany pod koniec XIX w. Znajduje się w Kołacinie, w powiecie brzezińskim, w województwie łódzkim.

## Historia miejsca
Młyny wodne w tej lokalizacji wymieniane były w dokumentach z przełomu XVIII i XIX w. Zachowała się pamięć o istniejącym w XIX w. młynie: budynku drewnianym, parterowym na rzucie prostokąta, usytuowanym częściowo na palach wodnych, a częściowo na stałym lądzie, z dachem czterospadowym krytym słomą. Budynek ten został rozebrany ze starości pod koniec XIX w.

## Obecny młyn
W miejscu po rozebranym młynie wybudowano pod koniec XIX w. obecnie istniejący młyn, który ulegał kilkakrotnie przebudowom, m.in. został znacznie podwyższony. Obecnie jest drewnianym budynkiem konstrukcji słupowo-ryglowej, oszalowany deskami, z dachem dwuspadowym i przylegającą parterową dobudówką. Początkowo był poruszany kołem wodnym i wyposażony w 2 pary kamieni francuskich, żubrownik, perlak i jagielnik. Przed I wojną światową zainstalowano w młynie turbinę wodną. Kamienie zostały zastąpione walcami a jagielnik i perlak zlikwidowano. W okresie II wojny światowej młyn był czynny. W okresie PRL stanowił własność prywatną. Był użytkowany jako młyn zbożowy, a następnie (od 1965 r.) jako wytwórnia mączki drzewnej. W 2024 r. jest czynny jako młyn zbożowy. 